# Paralimna longiseta
Paralimna longiseta är en tvåvingeart som beskrevs av Wayne N. Mathis och Tadeusz Zatwarnicki 2002. Paralimna longiseta ingår i släktet Paralimna och familjen vattenflugor. Inga underarter finns listade i Catalogue of Life.